# Весенняя улица (Владикавказ)
Весенняя улица (осет. Уалдзыгон уынг) – улица во Владикавказе, Северная Осетия, Россия. Улица располагается в Северо-Западном муниципальном округе. Начинается от Московского шоссе. Улицу пересекают улицы Морских пехотинцев, Цоколаева, Кесаева и Дзусова. От улицы Весенней начинается улица Алихана Гагкаева.

## История
Улица сформировалась в начале 70-х годов XX столетия. Первоначально называлась улицей Весенней и была отмечена на картах города Орджоникидзе 1980 года с этим же названием.
26 марта 1984 года улица Весенняя была переименована в улицу Гапура Ахриева, участника революционного движения на Тереке и руководителя ингушского партизанского движения.
30 января 1992 года после Осетино-ингушского конфликта улице было возвращено её первоначальное название.